# Eriochloa sericea
Eriochloa sericea là một loài thực vật có hoa trong họ Hòa thảo. Loài này được (Scheele) Munro ex Vasey mô tả khoa học đầu tiên năm 1892.